# PVH
Pour les articles homonymes, voir Phillips.
PVH, anciennement Phillips-Van Heusen, est une société américaine de mode. Cette entreprise détient les marques Calvin Klein, Van Heusen, Izod, Arrow, Bass et produit des vêtements pour d'autres marques telles que Geoffrey Beene, BCBG Max Azria, Chaps, Sean John, Kenneth Cole New York, JOE de Joseph Abboud, Michael de Michael Kors et plus récemment, Tommy Hilfiger qui a été acheté en 2010 par PVH pour 3 milliards de dollars américains.

## Histoire
L'histoire de Phillips-Van Heusen (PVH) remonte en partie à Dramin Jones, un immigrant prussien qui fonde D. Jones & Sons dans les années 1850-1860. De leur côté, en 1881, Moses Phillips et sa femme Endel se mettent à coudre des chemises à la main pour aller les vendre dans des charrettes à bras aux travailleurs de la mine de charbon de Pottsville en Pennsylvanie. Leur affaire se développe et ils ouvrent une boutique à New York City qui est l'une des premières à publier une publicité pour des chemises dans le Saturday Evening Post. D. Jones & Sons fusionne avec M. Phillips & Sons en 1907 sous le nom de Phillips-Jones. Plus tard, John M. Van Heusen et Isaac Phillips se rencontrent et créent leur ligne de chemise la plus populaire (Van Heusen), menant à l'acquisition de Van Heusen par Phillips-Jones et le changement de nom de cette dernière en Phillips-Van Heusen en 1957. En 2011, Phillips-Van Heusen est renommée en PVH.
En 1919, la Phillips-Jones Corporation déposa un brevet pour un col de chemise à pli naturel,. Ce dernier fut exploité dès 1921 et rencontra un franc succès. La première chemise à col intégré fut lancée en 1929. La Bass Weejun fut commercialisée en 1936. Les chemises Geoffrey Beene ont été lancées en 1982. En 1987, Phillips-Van Heusen fit l'acquisition de G.H. Bass, suivi de la marque Izod en 1995, la marque Arrow en 2000, et la société Calvin Klein en 2002.
À la suite de l'acquisition de Superba en janvier 2007, PVH possède aujourd'hui[Quand ?] des marques de cravates telles que Tommy Hilfiger, Arrow, DKNY,  Nautica, Perry Ellis, Ted Baker, Michael Kors, JOE de Joseph Abboud, Original Penguin et Jones New York. Depuis 2008, la société fabrique des vêtements pour hommes et pour femmes vendus sous la marque Timberland.

## Organisation
Le siège social de Phillips-Van Heusen se trouve à Manhattan, et ses bureaux à Bridgewater dans le New Jersey, et à Los Angeles en Californie. D'autres magasins sont disséminés sur tout le territoire des États-Unis : à Brinkley dans l'Arkansas, à Austell en Géorgie, à Jonesville, en Caroline du Nord, à Breinigsville, Reading et Schuylkill Haven en Pennsylvanie et à Chattanooga dans le Tennessee.
Phillips-Van Heusen possède plusieurs sites de production dans le monde, au Sri Lanka, au Bangladesh, en Chine, au Honduras, à Hong Kong, en Indonésie, aux Philippines, en Malaisie, en Mongolie, à Singapour, en Thaïlande, en Ethiopie et à Taïwan. La société emploierait plus de 12 000 personnes dans le monde. Selon l'article du journal Le Monde.fr, publié le 08 mai 2019, les travailleurs éthiopiens travaillant pour la marque Calvin Klein gagneraient 23 €/mois, ce qui en feraient les travailleurs les plus mal payés de l'industrie textile au monde.

## Distribution
Les produits de la société Phillips-Van Heusen sont vendus dans de nombreux grands magasins tels que Macy's, Kohls, and Dillards, autant sous ses propres marques que sous d'autres grandes marques. Phillips-Van Heusen fait également de la vente directe dans ses 700 magasins d'usine à travers les marques Van Heusen, Izod, Bass, et Calvin Klein. Ces magasins d'usine vendent des produits qui ne sont pas disponibles chez les autres revendeurs.

## Marketing
Phillips-Van Heusen n'a jamais fait de publicité et a toujours préféré déléguer la vente finale de ses produits aux chaines de grand magasins.
Le 4 octobre 2007, Phillips-Van Heusen racheta les droits d'exploitation du nom du Meadowlands Sports Complex à East Rutherford dans le New Jersey. Son nom a été changé en Izod Center le 31 octobre 2007. L'entreprise va devoir verser environ 1,3 million de dollars par an jusqu'en 2012 pour ces droits, et sera chargée du marketing des évènements qui s'y dérouleront.